# جورج غروت
جورج غروت (بالإنجليزية: George Grote) ولد في 17 نوفمبر 1794 وتوفي في 18 يونيو 1871، مؤرخ سياسي، وراديكالي، وكلاسيكي إنجليزي. معروف حاليًا بعمله الرئيسي الضخم تاريخ اليونان.

## النشأة
ولد جورج غروت في كلاي هيل بالقرب من بيكنهام في كنت. كان جده أندرياس في الأصل تاجرًا في مدينة بريمن، وأحد مؤسسي البنك المصرفي في 1 يناير عام 1766 لغروت وبريسكوت وشركاه في شارع تريدنيدل في لندن (لم يختفِ اسم غروت منه حتى عام 1879). تزوج والده، جورج، عام 1973 من سيلينا، ابنة هنري بيكويل (1747-1787)، كانت سيلينا قسيسة، وكونتيسة كنيسة هنتنغدون في وستمنستر، وزوجته بيلا بلوسيت (من سلالة الضابط هوغوينوت سالومون بلوسيت دي لوش الذي غادر دوفيني على إثر إلغاء مرسوم نانت)، أنجبا ابنة واحدة وعشرة أبناء، وكان جورج أكبرهم. وشقيقه آرثر غروت. (رسم جون راسل من الأكاديمية الملكية للفنون بروتريهات لهنري بيكويل وبيلا بلوسيت).
تلقى جورج غروت تعليمه في بادئ الأمر من والدته، وأرسِل إلى مدرسة القواعد في سيفينواكس منذ عام 1800 وحتى عام 1804، وبعد ذلك إلى مدرسة تشارترهاوس منذ عام 1804 وحتى عام 1810، وهناك درس تحت إشراف الدكتور راين في مجموعة مع كونوب ثيرلول، وجورج وهوراس وادينغتون، وهنري هافلوك. على الرغم من النجاحات التي حققها غروت في المدرسة، رفض والده إرساله إلى الجامعة وأرسله للعمل في البنك. قضى كل وقت فراغه في دراسة الكلاسيكيات، والتاريخ، والميتافيزيقيا، والاقتصاد السياسي، وتعلم اللغة الألمانية، والفرنسية، والإيطالية. مدفوعًا بتزمت والدته واحتقار والده للتعلم الأكاديمي، بحث عن أصدقاء آخرين، من بينهم تشارلز هاي كاميرون، الذي عزز حبه للفلسفة. التقى زوجته هارييت لوين (1792-1878) عن طريق صديق آخر جورج دبليو. نورمان، والتي كانت كاتبة ولاحقًا كاتبة السيرة الذاتية للفنان آري شيفر. عُقد الزواج في 5 مارس عام 1820 بعد صعوبات مختلفة، وكان سعيدًا. كان ابن أخت زوجته الممثل ويليام تيريس، والد إلالين تيريس. شقيقه الفيلسوف الأخلاقي جون غروت.

## العمل والكتابة

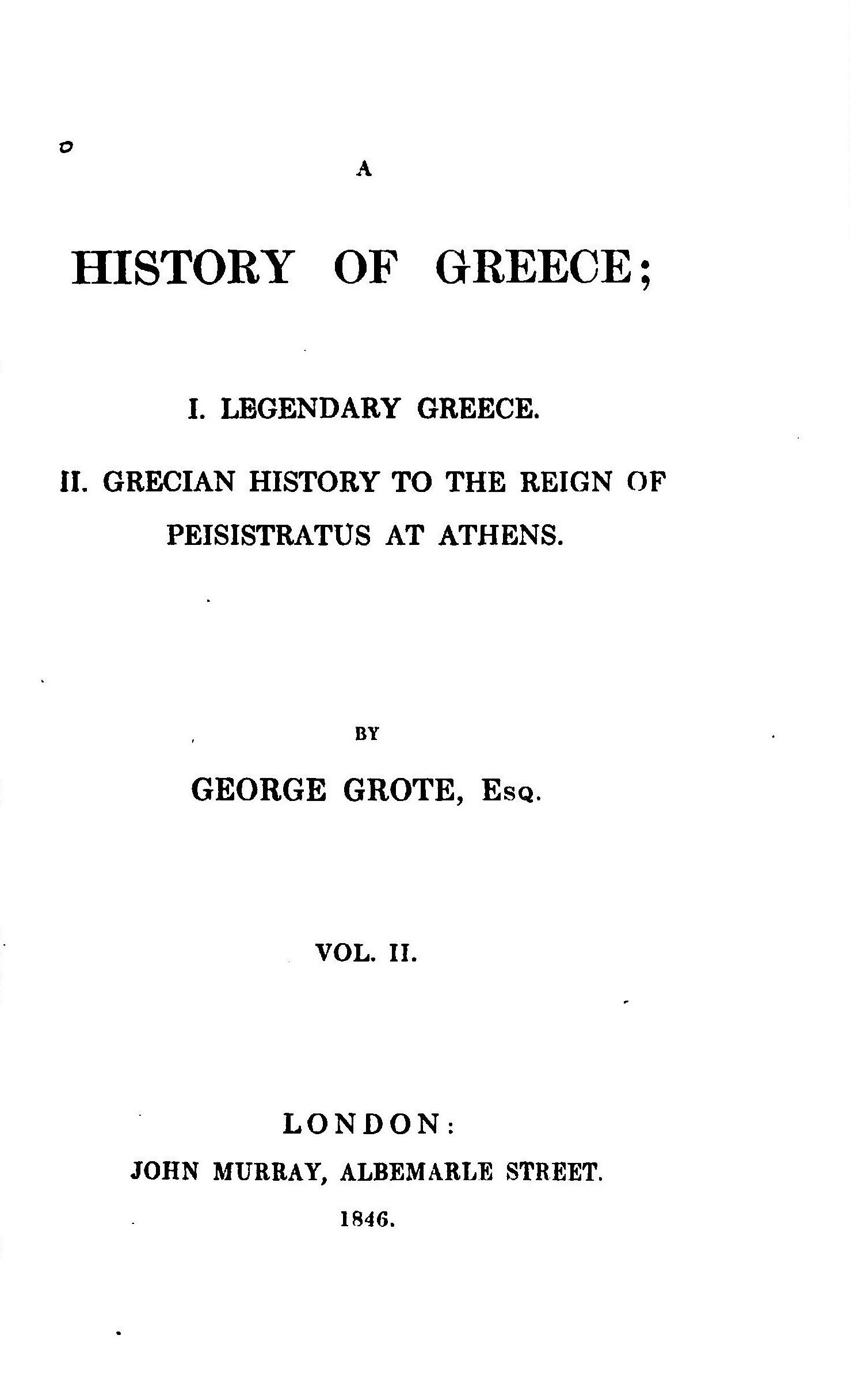
صفحة العنوان من المجلد الثاني (الطبعة الأولى) العائدة لعام 1846.

قرر غروت أخيرًا موقفه الفلسفي والسياسي. خضع لتأثير دافيد ريكاردو عام 1817، ومن خلاله إلى جيمس مل وجيرمي بنثام. استقر في عام 1820 في منزل ملحق بالبنك في شارع تريدنيدل، حيث توفي طفله الوحيد بعد أسبوع من ولادته. خلال فترة نقاهة السيدة غروت في هامبستاد، كتب أول أعماله المنشورة، «بيان مسألة الإصلاح البرلماني» عام 1821، ردًا على مقالة السير جيمس ماكينتوش في مجلة  ادنبره ريفيو، دعا فيها إلى التمثيل الشعبي، والتصويت بالاقتراع، والبرلمانات القصيرة. نشر في أبريل عام 1822 في صحيفة مورنينغ كرونكال خطابًا ضد هجوم جورج كانينغ على اللورد جون راسل، وحرر، أو بالأحرى أعاد كتابة، بعض الأوراق الخطابية لبنثام، والتي نشرها تحت عنوان تحليل تأثير الدين الطبيعي على السعادة الزمنية للبشرية من قبل فيليب بوشامب عام 1822. نُشِر الكتاب باسم ريتشارد كارليل، ثم في السجن في دروتشستر. رغم أنه ليس عضوًا في الجمعية النفعية لجون ستيوارت مل (1822-1823)، اهتم كثيرًا بالجمعية للقراءة والمناقشة، واجتمع معهم منذ عام 1823 وما بعد في غرفة  في البنك قبل ساعات العمل، مرتين أسبوعيًا.
ادعت السيدة غروت أنها أول من اقترح تاريخ اليونان في عام 1823، لكن الكتاب كان قيد الإعداد بالفعل في عام 1822. نشر غروت في أبريل عام 1826 في وستمنستر ريفيو نقدًا لتاريخ اليونان الذي كتبه ويليام ميتفورد، مما يدل على أن أفكاره كانت بالفعل مرتبة. عمل بجد مع جون ستيوارت مل وهنري بروغهام في تنظيم كلية لندن الجامعية منذ عام 1826 وحتى عام 1830. وكان عضوًا في المجلس الذي نظم الكليات والمناهج الدراسية. استقال من منصبه بسبب اختلاف مع مل فيما يتعلق بمنصب أحد الكراسي الفلسفية (اعترض غروت على جون هوبوس) في عام 1830. انضم مرةً أخرى إلى المجلس في عام 1849، وعين أمينًا للصندوق في عام 1860، ثم رئيسًا في عام 1868. ترك غروت في وصيته 6000 جنيه استرليني هبة لكرسي فلسفة العقل والمنطق في كلية لندن الجامعية.

## وصلات خارجية
- جورج غروت على موقع الموسوعة البريطانية (الإنجليزية)
- مؤلفات جورج غروت في مشروع غوتنبرغ
- جورج غروت على موقع فايند أغريف